# 도우미 여우 센코 씨
《도우미 여우 센코 씨》(일본어: 世話やきキツネの仙狐(せんこ)さん 세와야키 키츠네노 센코상[*])는 리무코로가 지은 일본의 코미디 만화다. KADOKAWA의 웹코믹 사이트 《코믹 Newtype》에서 2017년 10월 6일부터 2022년  11월 18일까지 연재되었다.

## 스토리
나카노 쿠로토는 회사원으로, 악덕 기업('블랙기업')에서 과중한 업무에 시달리고 있었다. 어느 날 밤 지친 쿠로토가 직장에서 피곤한 하루를 보낸 후 귀가해 집 문을 여는 순간, 여우 귀와 꼬리가 달린 저녁을 차려주는 어린 소녀를 발견했다. 그녀의 이름은 센코, 800세의 여우신이다. 센코는 쿠로토의 불행한 삶을 구원하고 그가 다시 행복을 찾을 수 있도록 도우려고 영혼의 세계에서 지구로 보내졌다.

## 등장인물
- 센코(仙狐)

성우 - 와키 아즈미
센코는 과로에 시달리는 쿠로토를 구하려고 영혼의 세계에서 지구로 온 800살 여우신이다. 그녀는 쿠로토를 보살피며 달래고, 요리를 해주고, 그의 집을 청소해 준다. 또한 쿠로토에게 도움이 되는 아내와 엄마를 자처하고 있다. 센코는 쿠로토를 청소하고, 마사지하고, 손질하고, 충분한 수면을 취할 수 있도록 무릎 베개를 주는 등 쿠로토를 애지중지하는 것을 좋아한다. 그녀는 쿠로토가 자신의 건강보다 일을 더 우선시하면 슬퍼한다. 쿠로토는 센코의 부드럽고 푹신한 꼬리와 귀를 좋아한다. 옛날 말투(じゃろ, よい, のじゃ, おぬし 등)를 쓰며, 한국어 자막으로는 하게체로 나온다.
- 나카노 쿠로토(中野 玄人)

성우 - 스와베 준이치, 마츠모토 사라(소년 시절)
쿠로토는 센코가 도착하기 전까지만 해도 과중한 업무에 시달리던 삶을 살았던 회사원이었다. 그는 도시에 정착하기 전 할아버지·할머니와 함께 시골에서 자랐다. 쿠로토의 건강과 정신은 센코의 보살핌 덕분에 시간이 지날수록 좋아지고 있다.
- 시로(シロ)

성우 - 우치다 마아야
쿠로토를 도우려고 보내진 또다른 여우신이다. 센코가 처음에 쿠로토의 마음에 자리잡은 어둠으로부터 그를 구하는데 어려움을 겪었기 때문에 보내졌다. 센코보다 훨씬 더 자신감 넘치고 거만한 그녀는 쿠로토를 하인으로 보고, 인간이 그들을 돕기 위해 보내진 여우들을 숭배해야 한다고 생각한다. 그녀는 나중에 야스코와 친구가 된다. 센코처럼 옛날 말투를 쓰며 한국어 자막으로는 역시 하게체로 나온다.
- 코엔지 야스코(高円寺 安子)

성우 - 사쿠라 아야네
야스코는 쿠로토의 이웃으로 대학생이자 만화 작가다. 대부분의 시간을 방에서 만화를 그리며 보낸다. 전자레인지를 이용해 끼니를 해결하고 집 청소를 거의 하지 않아 방이 지저분하다. 그래서 센코가 청소하러 올 때마다 센코의 청소에 감사하며 그녀를 위한 식사를 준비한다. 센코가 여우신이라는 것을 모르고 그녀의 모습을 분장한 것이라고 착각한다. 그녀는 또한 오타쿠이고 사악한 마물들을 물리치는 마법 여우를 주인공으로 한 "여우소녀 요코쨩"이란 애니메이션을 보는 것을 좋아한다.

## 서지 정보
- 리무코로 《도우미 여우 센코 씨》  KADOKAWA 〈카도카와 코믹스 에이스〉, 전 12권
  1. 2018년 4월 10일 발행(같은 날 발매[3]), ISBN 978-4-04-106951-6
  2. 2018년 8월 10일 발행(같은 날 발매[4]), ISBN 978-4-04-107271-4
  3. 2018년 12월 10일 발행(같은 날 발매[5]), ISBN 978-4-04-107492-3
  4. 2019년 4월 10일 발행(같은 날 발매[6]), ISBN 978-4-04-108107-5
  5. 2019년 10월 10일 발행(같은 날 발매[7]), ISBN 978-4-04-108109-9
    - 『「お世話シチュエーション」CD付き特装版』같은 날 발행(같은 날 발매[8]), ISBN 978-4-04-108782-4

  6. 2020년 3월 10일 발행(같은 날 발매[9]), ISBN 978-4-04-109216-3
  7. 2020년 7월 10일 발행(같은 날 발매[10]), ISBN 978-4-04-109439-6
  8. 2020년 12월 10일 발행(같은 날 발매[11]), ISBN 978-4-04-110810-9
  9. 2021년 6월 10일 발행(같은 날 발매[12]), ISBN 978-4-04-111445-2
  10. 2021년 12월 10일 발행(같은 날 발매[13]), ISBN 978-4-04-111446-9
  11. 2022년 6월 10일 발행(같은 날 발매[14]), ISBN 978-4-04-112544-1
  12. 2023년 2월 10일 발행(같은 날 발매[15]), ISBN 978-4-04-113152-7
    - 『小冊子付き特装版』같은 날 발행(같은 날 발매[16]), ISBN 978-4-04-113433-7

## 애니메이션
2018년 12월 2일부터 애니메이션 시리즈가 방영되었다.동화공방이 제작하고 코시다 토모아키(越田知明) 감독이 연출을 맡았으며, 시리즈 구성은 나카무라 요시코(中村能子)가, 캐릭터는 오시마 미와(大島美和)가 맡았다. OP/ED 음악은 후지사와 요시아키(藤澤慶昌)가 작곡했다. 애니메이션은 2019년 4월 10일부터 6월 26일까지 AT-X와 다른 채널에서 방송되었다.

### 스태프
- 원작 - 리무코로
- 감독 - 코시다 토모아키
- 시리즈 구성·각본 - 나카무라 요시코
- 캐릭터 디자인 - 오시마 미와
- 총작화 감독 - 오시마 미와, 소가 아츠시, 쿠마가이 카츠히로
- 프롭 디자인 - 나가타 쿄코
- 미술 설정 - 사나미 유리
- 미술 감독 - 미야케 마사카즈
- 색채 설정 - 타케우치 유타
- 촬영 감독 - 쿠레 타케히로
- 편집 - 이마이 다이스케
- 음향 감독 - 츠치야 마사노리
- 음악 - 후지사와 요시아키
- 음악 제작 - KADOKAWA
- 프로듀서 - 모토나가 사토시, 이와사키 다이스케, 이이즈카 아야, 오오와다 토모유키, 오가타 미츠히로
- 제작 프로듀서 - 카마타 하지메, 세키네 다이키
- 애니메이션 제작 - 동화공방
- 제작 - 도우미 여우 센코 씨 제작위원회(KADOKAWA, 도코모 아니메 스토어, AT-X, 동화공방, BS11, 카도카와 미디어 하우스)

### 주제가
오늘 저녁 foxinfoxin!!(今宵mofumofu!!)
센코(와키 아즈미)와 시로(우치다 마아야)에 의한 오프닝 테마. 작사·작곡·편곡은 Agasa.K.
폭신폭신honey 좋은 것일세(もっふもっふDEよいのじゃよ)
센코(와키 아즈미)에 의한 엔딩 테마. 작사·작곡·편곡은 시노자키 아야토.

### 방영 목록
부제의 풀이는 애니플러스의 표기를 따른다.
| 화수   | 부제 (원제/풀이)                                                        | 콘티                        | 연출                            | 작화감독 | 총작화감독                                                    | 엔딩 일러스트   |
| ------ | ----------------------------------------------------------------------- | --------------------------- | ------------------------------- | --- | ------------------------------------------------------------- | --------------- |
| 제1화  | 存分に甘やかしてくれよう (마음껏 응석을 받아주겠네)                     | 코시다 토모아키             | 유이 미도리                     | 쿠보 마리코 오구라 히로유키 소가 아츠시 | 오오시마 미와                                                 | 마키히즈지      |
| 제2화  | 恥ずかしがらずともよいよい (부끄러워할 것 없네)                         | 세키노 세키쥬               | 세키노 세키쥬                   | 히라즈카 토모야 와타나베 마이 소가 아츠시 우에스기 준지 토쿠나가 사야카 나카지마 다이치 | 소가 아츠시 오오시마 미와                                     | 쵸모랑          |
| 제3화  | おぬしが幸せならそれでよい (자네만 행복하다면 그걸로 됐네)              | 카미츠보 료키               | 카미츠보 료키                   | 우에노 타쿠시 이이야마 나오코 치바 케이타로 니시지마 케이스케 나카지마 다이치 | 오오시마 미와 쿠마가이 카츠히로 소가 아츠시                   | Mika Pikazo     |
| 제4화  | なぜ休日に仕事をせねばならんのじゃ!? (왜 휴일에 일을 해야 하는가!?)     | 김성민 후지와라 요시유키    | 야마구치 미히로                 | 김로호 우에노 사야카 미야노 타케루 나가타 후미히로 이케조에 유코 | 키쿠나가 치사토 키쿠치 마사요시 카이호 히토미                 | 우카미          |
| 제5화  | しっぽなら、わらわのがおるじゃろ? (꼬리라면 이 몸의 것이 있잖나?)       | 유이 미도리 코시다 토모아키 | 유이 미도리                     | 쿠보 마리코 오구라 히로유키 야마모토 쿄헤이 | 소가 아츠시                                                   | 이쿠하나 니이로 |
| 제6화  | もふりたいだけじゃろ、おぬし (자넨 그냥 만지고 싶은 게지?)              | 코시다 토모아키             | 사사키 스미토                   | 와타나베 마이 히라즈카 토모야 나카지마 다이치 | 오오시마 미와                                                 | MAAM            |
| 제7화  | おぬし、別のキツネの匂いがするのう (자네, 다른 여우의 냄새가 나는군)    | 하라구치 히로시             | 하라구치 히로시                 | 우에노 타쿠시 니시지마 케이스케 치바 케이타로 나카지마 다이치 히라즈카 토모야 소가 아츠시 와타나베 마이 | 쿠마가이 카츠히로                                             | 타케하나 노트   |
| 제8화  | わらわが忘れてさせてやろう! (이 몸이 잊게 해주겠네!)                    | 코마츠 타츠히코             | 야마구치 미히로                 | 스가와라 미치요 우에노 사야카 이케조에 유코 | 키쿠나가 치사토 키쿠치 마사요시 카이호 히토미                 | 오루단          |
| 제9화  | こうすれば恥ずかしくないじゃろ (이러면 안 부끄럽지?)                    | 세키노 케이이치             | 세키노 케이이치                 | 쿠보 마리코 오구라 히로유키 야마모토 쿄헤이 우에노 타쿠시 후지타 신야 | 소가 아츠시                                                   | 앗토            |
| 제10화 | たまには童心に返るのもよいじゃろ? (가끔은 동심으로 돌아가는 것도 좋지?) | 사사키 스미토               | 사사키 스미토                   | 히라즈카 토모야 와타나베 마이 나카지마 다이치 코마츠 사나 우에다 유키코 | [쿠마가이 카츠히로                                            | 나모리          |
| 제11화 | 今夜は少し荒れそうじゃの (오늘 밤은 조금 험난하겠군)                    | 하라구치 히로시             | 하라구치 히로시 코시다 토모아키 | 우에노 타쿠시 니시지마 케이스케 치바 케이타로 나카지마 다이치 히라즈카 토모야 소가 아츠시 와타나베 마이 쿠마가이 카츠히로 쿠보 마리코 스가와라 미치요 우에노 사야카 미야노 타케루 하타케야마 겐 이케조에 유코 쥬몬도 | 소가 아츠시 키쿠나가 치사토 키쿠치 마사요시 카이호 히토미     | 에렛토          |
| 제12화 | それでも、あやつを…… (그래도 그 녀석을…)                                | 코코시다 토모아키           | 카미츠보 료키 코시다 토모아키   | 쿠보 마리코 오구라 히로유키 나카지마 다이치 야마모토 쿄헤이 우에노 타쿠시 니시지마 케이스케 소가 아츠시 쿠마가이 카츠히로 스가와라 미치요 우에노 사야카 미야노 타케루 하타케야마 겐 이케조에 유코 쥬몬도             | 사오오시마 미와 키쿠나가 치사토 키쿠치 마사요시 카이호 히토미 | 리무코로        |

## 기타
가젯 츠신은 센코의 대사 "うやん"을 가장 인기 있는 애니메이션 관련 유행어 목록에 포함시켰다.